# Death Jr. II: Root of Evil
Death Jr. II: Root of Evil es un videojuego perteneciente al género de acción y aventuras desarrollado por la empresa Backbone Entertainment en el año 2008, es la secuela del videojuego de PlayStation Portable Death Jr. El juego tiene varias diferencias con el primero, incluyendo un segundo personaje jugable, Pandora.

## Recepción
Detroit Free Press criticó el combate poco interesante del juego y los pobres controles de la cámara..